# Elecciones municipales de San Martín de 2010
Las elecciones municipales de San Martín de 2010 se llevaron a cabo el 3 de octubre de 2010 para elegir al alcalde y al Concejo Provincial de San Martín para el periodo 2011-2014. La elección se celebró simultáneamente con elecciones regionales y municipales (provinciales y distritales) en todo el Perú.

## Sistema electoral
La Municipalidad Provincial de San Martín es el órgano administrativo y de gobierno de la provincia de San Martín. Está compuesta por el alcalde y el Concejo Provincial.
La votación del alcalde y el concejo se realiza en base al sufragio universal, que comprende a todos los ciudadanos nacionales mayores de dieciocho años, empadronados y residentes en la provincia de San Martín y en pleno goce de sus derechos políticos, así como a los ciudadanos no nacionales residentes y empadronados en la provincia de San Martín.
El Concejo Provincial de San Martín está compuesto por 11 regidores elegidos por sufragio directo para un período de cuatro (4) años, en forma conjunta con la elección del alcalde (quien lo preside). La votación es por lista cerrada y bloqueada. Se asigna a la lista ganadora los escaños según el método d'Hondt o la mitad más uno, lo que más le favorezca.

## Composición del Concejo Provincial de San Martín
La siguiente tabla muestra la composición del Concejo Provincial de San Martín antes de las elecciones.
| Partidos | Partidos                           | Regidores |
| -------- | ---------------------------------- | --------- |
|          | Nueva Amazonía                     | 7         |
|          | Partido Aprista Peruano            | 2         |
|          | Movimiento Político Regional IDEAS | 2         |

## Partidos y candidatos
A continuación se muestra una lista de los principales partidos y alianzas electorales que participaron en las elecciones:
| Candidatura | Candidatura | Partidos y alianzas                         | Candidatos | Candidatos                  | Ideología                                                          | Resultado previo | Resultado previo | Ref. |
| Candidatura | Candidatura | Partidos y alianzas                         | Candidatos | Candidatos                  | Ideología                                                          | Votos (%)        | Reg.             | Ref. |
| ----------- | ----------- | ------------------------------------------- | ---------- | --------------------------- | ------------------------------------------------------------------ | ---------------- | ---------------- | ---- |
|             | NA          | Lista - Nueva Amazonía (NA)                 |            | César Flores Pinedo         | Regionalismo sanmartinense                                         | 45.41%           | 7                |      |
|             | APRA        | Lista - Partido Aprista Peruano (APRA)      |            | José Sánchez Sánchez        | Aprismo                                                            | 17.13%           | 2                |      |
|             | AP          | Lista - Acción Popular (AP)                 |            | Christopher Rivero Uzategui | Humanismo Nacionalismo cívico Reformismo                           | 6.54%            | 0                |      |
|             | APP         | Lista - Alianza para el Progreso (APP)      |            | Walter Grundel Jiménez      | Liberalismo económico Conservadurismo liberal Populismo de derecha | 5.68%            | 0                |      |
|             | PP          | Lista - Perú Posible (PP)                   |            | Mario Ríos Vargas           | Socioliberalismo Democracia liberal Tercera vía                    | Nuevo            | Nuevo            |      |
|             | FDP         | Lista - Fonavistas del Perú (FDP)           |            | Asunción Paredes Lozano     | Socialismo Nacionalismo de izquierda Ecologismo                    | Nuevo            | Nuevo            |      |
|             | F2011       | Lista - Fuerza 2011 (F2011)                 |            | Carlo Pasquel Cárdenas      | Fujimorismo Conservadurismo social Populismo de derecha            | Nuevo            | Nuevo            |      |
|             | AR          | Lista - Acción Regional (AR)                |            | Julio Huaymana Shapiama     | Regionalismo sanmartinense                                         | Nuevo            | Nuevo            |      |
|             | FRS         | Lista - Frente Regional Sanmartinense (FRS) |            | Armando Gonzáles del Águila | Regionalismo sanmartinense                                         | Nuevo            | Nuevo            |      |

## Resultados

### Sumario general
|                        |                                     |              |              |              |           |           |  |  |
| Partidos y coaliciones | Partidos y coaliciones              | Voto popular | Voto popular | Voto popular | Regidores | Regidores |  |  |
| Partidos y coaliciones | Partidos y coaliciones              | Votos        | %            | ±pp          | Total     | +/−       |  |  |
|                        | Alianza para el Progreso (APP)      | 24,711       | 31.83        | +26.15       | 7         | +7        |  |  |
|                        | Nueva Amazonía (NA)                 | 18,117       | 23.34        | –22.07       | 2         | –5        |  |  |
|                        | Acción Popular (AP)                 | 14,557       | 18.75        | +12.21       | 1         | +1        |  |  |
|                        | Partido Aprista Peruano (APRA)      | 8,796        | 11.33        | –5.80        | 1         | –1        |  |  |
|                        | Fuerza 2011 (F2011)                 | 6,535        | 8.42         | Nuevo        | 0         | ±0        |  |  |
|                        | Frente Regional Sanmartinense (FRS) | 1,859        | 2.39         | Nuevo        | 0         | ±0        |  |  |
|                        | Perú Posible (PP)                   | 1,514        | 1.95         | n/a          | 0         | ±0        |  |  |
|                        | Fonavistas del Perú (FDP)           | 883          | 1.14         | Nuevo        | 0         | ±0        |  |  |
|                        | Acción Regional (AR)                | 661          | 0.85         | Nuevo        | 0         | ±0        |  |  |
|                        |                                     |              |              |              |           |           |  |  |
| Total                  | Total                               | 77,633       |              |              | 11        | ±0        |  |  |
|                        |                                     |              |              |              |           |           |  |  |
| Votos válidos          | Votos válidos                       | 77,633       | 82.34        | –8.26        |           |           |  |  |
| Votos en blanco        | Votos en blanco                     | 7,216        | 7.65         | +3.17        |           |           |  |  |
| Votos nulos            | Votos nulos                         | 9,436        | 10.01        | +5.09        |           |           |  |  |
| Votos emitidos         | Votos emitidos                      | 94,285       | 85.98        | –0.69        |           |           |  |  |
| Abstenciones           | Abstenciones                        | 15,379       | 14.02        | +0.69        |           |           |  |  |
| Votantes registrados   | Votantes registrados                | 109,664      |              |              |           |           |  |  |
|                        |                                     |              |              |              |           |           |  |  |
| Fuente:                |                                     |              |              |              |           |           |  |  |

## Elecciones municipales distritales

### Resultados por distrito
La siguiente tabla enumera el control de los distritos de la provincia de San Martín. El cambio de mando de una organización política se resalta del color de ese partido.
| Distrito             | Alcalde(sa) titular      | Partido político | Partido político                   | Alcalde(sa) electo(a)                          | Partido político                               | Partido político                               |
| -------------------- | ------------------------ | ---------------- | ---------------------------------- | ---------------------------------------------- | ---------------------------------------------- | ---------------------------------------------- |
| Alberto Leveau       | Regner Fasanando Mendoza |                  | Movimiento Político Regional IDEAS | Orestes Fasanando Paredes                      |                                                | Nueva Amazonía                                 |
| Cacatachi            | Edgard Cotrina Vásquez   |                  | Partido Aprista Peruano            | Edgard Cotrina Vásquez                         |                                                | Partido Aprista Peruano                        |
| Chazuta              | Isaac Tangoa Panaifo     |                  | Nueva Amazonía                     | Álex Chujandama Amasifen                       |                                                | Partido Nacionalista Peruano                   |
| Chipurana            | César Cavero Napuchi     |                  | Partido Aprista Peruano            | José Aníbal Vásquez                            |                                                | Acción Popular                                 |
| El Porvenir          | Herman Jáuregui Tejada   |                  | Nueva Amazonía                     | Elecciones municipales complementarias de 2011 | Elecciones municipales complementarias de 2011 | Elecciones municipales complementarias de 2011 |
| Huimbayoc            | Lucas Arévalo Cumapa     |                  | Partido Nacionalista Peruano       | Waserman Guriz Ríos                            |                                                | Nueva Amazonía                                 |
| Juan Guerra          | Víctor Flores Paredes    |                  | Nueva Amazonía                     | Rodrigo Flores Grandez                         |                                                | Nueva Amazonía                                 |
| La Banda de Shilcayo | César Flores Pinedo      |                  | Nueva Amazonía                     | Luis Neira León                                |                                                | Alianza para el Progreso                       |
| Morales              | Linder Arévalo Meléndez  |                  | Nueva Amazonía                     | Edilberto Pezo Carmelo                         |                                                | Proyecto Independiente Moralino                |
| Papaplaya            | Orlando Hipushima Chumbe |                  | Acción Popular                     | Gilberto Grandez Romaina                       |                                                | Restauración Nacional                          |
| San Antonio          | Carmen Vásquez Pinedo    |                  | Nueva Amazonía                     | Roberto Ortiz Castillo                         |                                                | Partido Aprista Peruano                        |
| Sauce                | Sebastián Calderón Bacón |                  | Nueva Amazonía                     | Sebastián Calderón Bacón                       |                                                | Nueva Amazonía                                 |
| Shapaja              | Luis Delgado Babilonia   |                  | Movimiento Político Regional IDEAS | Víctor Arévalo Rodríguez                       |                                                | Alianza para el Progreso                       |